# دون ألادو
دون ألادو مواليد 10 يونيو 1977 في مانيلا، هو لاعب كرة سلة فلبيني سابق. بدأ مسيرته الاحترافية في سنة 1999. اعتزل اللعب في 2015.

## المسيرة الاحترافية
لعب مع ألاسكا أيسز من سنة 1999 إلى 2006، ثم لعب مع تي إن تي كاتروبا من سنة 2006 إلى 2008، ثم لعب مع باراكو بول إنرجي في موسم 2008–2009، ثم لعب مع ستار هوتشوتز من سنة 2009 إلى 2011، ثم لعب مع باراكو بول إنرجي من سنة 2011 إلى 2013، ثم لعب مع ميرالكو بولتز في موسم 2013–2014، ثم لعب مع ستار هوتشوتز في سنة 2014.